# Киртока Сергій Михайлович
Сергій Михайлович Киртока — український військовик, старший прапорщик.

## Нагороди
- Орден «За мужність» III ступеня (4.08.2017)[1]